# Macrojoppa stapedifera
Macrojoppa stapedifera là một loài tò vò trong họ Ichneumonidae.